# Essonne
Essonne är ett franskt departement i regionen Île-de-France. Huvudort är Évry.

## Historik
Essonne skapades 1 januari 1968 ur den södra delen av det tidigare departementet Seine-et-Oise. 1969 fördes kommunerna Châteaufort och Toussus-le-Noble över från Essonne till granndepartementet Yvelines.